# Tetrapleura chevalieri
Tetrapleura chevalieri là một loài thực vật có hoa trong họ Đậu. Loài này được (Harms) Baker f. miêu tả khoa học đầu tiên.